# Kevin Escamilla
Kevin Rafael Escamilla Moreno (ur. 21 lutego 1994 w mieście Meksyk) – meksykański piłkarz występujący na pozycji defensywnego lub środkowego pomocnika, od 2020 roku zawodnik Querétaro.

## Początki
Escamilla pochodzi ze stołecznego miasta Meksyk, zaś wychowywał się w podmiejskiej miejscowości Naucalpan, w dzielnicy Fraccionamiento Izcalli San Mateo. Jest synem Rafaela Escamilli i Mariny Moreno (zm. 2015), ma młodszego brata Jorge Escamillę (ur. 1995), który również jest piłkarzem. Uczęszczał do lokalnej szkoły średniej Colegio Kipling San Mateo. Początkowo praktykował pływanie i grę w tenisa, dopiero potem rozpoczął regularne treningi piłkarskie. Bezskutecznie ubiegał się o przyjęcie do profesjonalnych zespołów – kilkukrotnie oceniano jego umiejętności jako zbyt niskie. Niedługo potem ojciec zawodnika zdecydował się założyć osiedlową szkółkę juniorską, przyjmując swojego syna do drużyny rocznika '94. Tam został gwiazdą zespołu, wyróżniając się w ligach młodzieżowych nie tylko dobrą grą, ale również wysokim wzrostem, przez co często był podejrzewany o przekroczenie dopuszczalnego w danej kategorii limitu wieku. W późniejszym czasie jego szkółka trafiła pod egidę stołecznego klubu Pumas UNAM, któremu Escamilla kibicował od dziecka.
W 2007 roku, podczas turnieju rozgrywanego w Texcoco, talent trzynastoletniego Escamilli i jego brata został zauważony przez Alberto „Pato” Baezę – skauta pracującego dla Pumas. Zaproponował on rodzeństwu testy w swojej drużynie, po których pomyślnym przejściu obydwaj dołączyli do akademii młodzieżowej klubu, uznawanej za czołową w Meksyku. W kolejnych latach Escamilla z powodzeniem występował w barwach Pumas w lidze meksykańskiej do lat siedemnastu (32 mecze/3 gole) oraz dwudziestu (116 meczów/9 goli).

## Kariera klubowa
Do treningów pierwszej drużyny Escamilla został włączony w lipcu 2011, wspólną decyzją trenera Guillermo Vázqueza i dyrektora sportowego Mario Trejo, bezpośrednio po udanym występie na juniorskich mistrzostwach świata. Nie miał jednak większych szans na występy, wobec konkurencji ze strony bardziej doświadczonych graczy, takich jak David Cabrera, Fernando Espinosa czy Diego de Buen. W seniorskim zespole zadebiutował dopiero rok później, za kadencji szkoleniowca Joaquína del Olmo, 25 lipca 2012 w zremisowanym 0:0 wyjazdowym spotkaniu z drugoligową Celayą w ramach krajowego pucharu (Copa MX). Wybiegł wówczas na boisko w wyjściowym składzie i został zmieniony w 65. minucie przez Espinosę. Wciąż występował jednak głównie w rozgrywkach młodzieżowych i na debiut w Liga MX przyszło mu czekać aż do 19 kwietnia 2015, kiedy to rozegrał całe domowe spotkanie przeciwko Santosowi Laguna, zakończone zwycięstwem gospodarzy 1:0.
W jesiennym sezonie Apertura 2015, Escamilla zdobył z Pumas tytuł wicemistrza Meksyku, lecz nie był brany pod uwagę przez trenera Guillermo Vázqueza przy ustalaniu składu – zanotował wówczas tylko jeden występ. Swoje pierwsze spotkanie na klubowej arenie międzynarodowej rozegrał 9 marca 2016, przebywając na boisku przez pierwszą połowę wyjazdowej konfrontacji z wenezuelskim Deportivo Táchira (0:2) w ramach fazy grupowej Copa Libertadores. W wiosennym sezonie Clausura 2016, jako kapitan trzecioligowych rezerw klubu – Pumas Premier – triumfował z nimi w rozgrywkach Segunda División.

## Kariera reprezentacyjna
Swoje występy w reprezentacji Escamilla rozpoczął w 2009 roku jako zawodnik kadry do lat piętnastu prowadzonej przez Jesúsa Ramíreza. W czerwcu 2011 został powołany przez szkoleniowca Raúla Gutiérreza do reprezentacji Meksyku U-17 na Mistrzostwa Świata U-17 w Meksyku. Tam pełnił rolę kluczowego gracza swojej drużyny – rozegrał sześć z siedmiu możliwych meczów (z czego wszystkie w wyjściowym składzie), tworząc duet środkowych pomocników z bardziej ofensywnie usposobionym Jonathanem Espericuetą i strzelił gola w ćwierćfinale z Francją (2:1). Jego drużyna, pełniąca rolę gospodarza, zdobyła wówczas tytuł juniorskich mistrzów świata, zaś on sam wystąpił w finałowym spotkaniu z Urugwajem (2:0) na Estadio Azteca, w którym Meksykanie zagwarantowali sobie mistrzostwo globu (rozegrał pełne spotkanie).
W maju 2015 Escamilla znalazł się w ogłoszonym przez Raúla Gutiérreza składzie olimpijskiej reprezentacji Meksyku U-23 na prestiżowy towarzyski Turniej w Tulonie, podczas którego rozegrał trzy z czterech spotkań (z czego dwa w pierwszej jedenastce). Jego zespół zajął wówczas trzecie miejsce w grupie, nie kwalifikując się do dalszych gier. Miesiąc później został powołany na Igrzyska Panamerykańskie w Toronto – tam pełnił jednak wyłącznie rolę głębokiego rezerwowego i wystąpił tylko w jednym z pięciu możliwych meczów, natomiast Meksykanie zdobyli ostatecznie srebrny medal, ulegając w finale męskiego turnieju piłkarskiego Urugwajowi (0:1).

## Statystyki kariery

### Klubowe
| Pumas Premier | 2015–2016 | Meksyk | Segunda División | 20 | 1 | —  | — | —        | — | — | 20 | 1 |
| UNAM          | 2012–2013 | Meksyk | Liga MX          | 0  | 0 | 3  | 0 | —        | — | — | 3  | 0 |
| UNAM          | 2013–2014 | Meksyk | Liga MX          | 0  | 0 | 3  | 0 | —        | — | — | 3  | 0 |
| UNAM          | 2014–2015 | Meksyk | Liga MX          | 3  | 0 | 6  | 0 | —        | — | — | 9  | 0 |
| UNAM          | 2015–2016 | Meksyk | Liga MX          | 1  | 0 | 4  | 0 | CL       | 1 | 0 | 6  | 0 |
| UNAM          | 2016–2017 | Meksyk | Liga MX          | 0  | 0 | —  | — | LMC      | 0 | 0 | 0  | 0 |
| Ogółem        | Ogółem    | Ogółem | Ogółem           | 24 | 1 | 16 | 0 | CL + LMC | 1 | 0 | 41 | 1 |

- CL – Copa Libertadores
- LMC – Liga Mistrzów CONCACAF